# Андовер (Ајова)
Андовер (енгл. Andover) град је у америчкој савезној држави Ајова. По попису становништва из 2010. у њему је живело 103 становника.

## Демографија
Према попису становништва из 2010. у граду је живело 103 становника, што је 16 (18,4%) становника више него 2000. године.
| Група             | 2000.      | 2010.        |
| Белци             | 82 (94,3%) | 103 (100.0%) |
| Афроамериканци    | 0 (0,0%)   | 0 (0,0%)     |
| Азијати           | 0 (0,0%)   | 0 (0,0%)     |
| Хиспаноамериканци | 0 (0,0%)   | 0 (0,0%)     |
| Укупно            | 87         | 103          |